# Quasipaa boulengeri
Quasipaa boulengeri är en groddjursart som först beskrevs av Günther 1889.  Quasipaa boulengeri ingår i släktet Quasipaa och familjen Dicroglossidae. IUCN kategoriserar arten globalt som starkt hotad. Inga underarter finns listade i Catalogue of Life.